# Associazione Calcio Juvenes/Dogana
L'Associazione Calcio Juvenes Dogana, meglio nota come Juvenes Dogana o impropriamente Juvenes, è una società calcistica sammarinese che gioca nel campionato sammarinese. Ha sede in via Ezio Balducci 36 a Serravalle, che fa parte del castello di Serravalle.
La Juvenes Dogana, oltre al campionato sammarinese, ha disputato anche il campionato italiano di Prima Categoria e quello di Promozione dalla stagione 1996-1997 a quella del 2006-2007.
Nella Juvenes mosse i suoi primi passi il più grande talento del calcio sammarinese, Massimo Bonini.

## Storia

### Prima della fusione
L'attuale società è stata fondata nel 2000 dall'unione tra la Società Sportiva Juvenes (nata nel 1937 con il nome di Castellana e fusasi nel 1973 con la Serenissima per dare origine al San Marino Calcio) ed il Gruppo Sportivo Dogana, fondato nel 1970. La Castellana aveva partecipato alla prima edizione della Coppa Titano, nel 1937, classificandosi al secondo posto dietro alla Libertas; queste prime partite ufficiali furono disputate con una casacca grigia. L'ultima apparizione della Castellana nel campionato sammarinese risale al 1950.
Nel 1953, con l'arrivo a Serravalle del parroco italiano don "Peppino" Innocentini, nasce la Juvenes. Questa nuova società si apre subito ad accogliere i ragazzi della Repubblica e segno tangibile di ciò sono i colori sociali: il bianco e l'azzurro, colori nazionali della Repubblica di San Marino. Dal 1974 al 1976 la Juvenes accetta la fusione con la Serenissima per dare vita all'Associazione Calcio San Marino.
Nel frattempo il Dogana viene fondato nel 1970 da un gruppo di ragazzi del luogo, stanchi di avere come unico sbocco calcistico la Juvenes, diventata dopo la fusione sempre più selettiva. Il ritrovo abituale di questa comitiva di giovani fu dapprima la pizzeria "Il Moro" con sede a Dogana, poi il bar "Biancorosso", da cui sono ricavati i colori sociali, il bianco ed il rosso per l'appunto.

### Dopo la fusione
Finalmente nel 2000, le due società, dapprima rivali, si fondono dando vita all'attuale società. I colori sociali, dopo la fusione, sono l'azzurro, il bianco e il rosso.
Dal 2007-2008 ha deciso di concentrarsi solamente sul campionato sammarinese, non iscrivendosi più a quello italiano. Nella stagione 2008-2009 la Juvenes Dogana diviene la seconda squadra sammarinese della storia, dopo il Murata, ad ottenere un posto in Coppa UEFA, dopo una stagione in cui la Juvenes/Dogana ha perso sia il campionato che la Coppa Titano in finale, entrambe con il Murata.

## Organico

### Rosa
Rosa aggiornata al 1 febbraio 2021.
| N. |                       | Ruolo | Calciatore          |
| -- | --------------------- | ----- | ------------------- |
| 1  | San Marino (bandiera) | P     | Mattia Manzaroli    |
| 16 | San Marino (bandiera) | P     | Eros Gobbi          |
| 88 | San Marino (bandiera) | P     | Alex Parrotta       |
| 3  | Italia (bandiera)     | D     | Riccardo Tonti      |
| 4  | San Marino (bandiera) | D     | Alberto Baldazzi    |
| 5  | San Marino (bandiera) | D     | Michele Cevoli      |
| 13 | San Marino (bandiera) | D     | Simone Franciosi    |
| 15 | San Marino (bandiera) | D     | Luca Rossi          |
| 17 | San Marino (bandiera) | D     | Maicol Acquarelli   |
| 28 | Italia (bandiera)     | D     | Paolo Gori          |
| 40 | San Marino (bandiera) | D     | Filippo Quaranta    |
| 77 | San Marino (bandiera) | D     | Thomas Raschi       |
| 79 | Italia (bandiera)     | D     | Francesco Benedetti |

| N. |                       | Ruolo | Calciatore         |
| -- | --------------------- | ----- | ------------------ |
| 6  | Italia (bandiera)     | C     | Manuel Muccini     |
| 8  | Italia (bandiera)     | C     | Francesco Boldrini |
| 24 | San Marino (bandiera) | C     | Mattia Michelotti  |
| 44 | San Marino (bandiera) | C     | Cristian Gatti     |
| 80 | Italia (bandiera)     | C     | Mattia Ancora      |
| 9  | Italia (bandiera)     | A     | Matteo Baldini     |
| 10 | Italia (bandiera)     | A     | Pietro Protino     |
| 11 | San Marino (bandiera) | A     | Federico Tumidei   |
| 14 | San Marino (bandiera) | A     | Lorenzo Cevoli     |
| 17 | San Marino (bandiera) | A     | Jacopo Raschi      |
| 22 | San Marino (bandiera) | A     | Eugenio Zucchi     |
| 30 | Italia (bandiera)     | A     | Davide Merli       |
| 99 | Italia (bandiera)     | A     | Francesco Stella   |

## Palmarès

### Competizioni nazionali
- Coppa Titano: 2

2008-2009, 2010-2011

### Altri piazzamenti
- Campionato sammarinese:

Secondo posto: 2007-2008, 2008-2009, 2014-2015
- Coppa Titano:

Finalista: 2007-2008, 2014-2015
Semifinalista: 2006-2007, 2017-2018
- Trofeo Federale:

Finalista: 2011
Semifinalista: 2007, 2008, 2009

## Statistiche e record

### Partecipazioni ai tornei internazionali
| Categoria          | Partecipazioni | Debutto   | Ultima stagione |
| ------------------ | -------------- | --------- | --------------- |
| Coppa UEFA         | 1              | 2008-2009 | 2008-2009       |
| UEFA Europa League | 3              | 2009-2010 | 2015-2016       |

#### Risultati nei tornei internazionali
| Stagione | Torneo             | Turno                | Club             | Andata | Ritorno | Totale |
| -------- | ------------------ | -------------------- | ---------------- | ------ | ------- | ------ |
| 2008-09  | Coppa UEFA         | 1º turno preliminare | Hapoel Tel Aviv  | 0-3    | 0-2     | 0-5    |
| 2009-10  | UEFA Europa League | 2º turno preliminare | Polonia Varsavia | 0-1    | 0-4     | 0-5    |
| 2011-12  | UEFA Europa League | 2º turno preliminare | Rabotnički       | 0-1    | 0-3     | 0-4    |
| 2015-16  | UEFA Europa League | 1º turno preliminare | Brøndby          | 0-9    | 0-2     | 0-11   |

### Statistiche nelle competizioni UEFA
Tabella aggiornata alla fine della stagione 2019-2020.
| Competizione                  | Partecipazioni | G | V | N | P | RF | RS |
| ----------------------------- | -------------- | - | - | - | - | -- | -- |
| Coppa UEFA/UEFA Europa League | 4              | 8 | 0 | 0 | 8 | 0  | 25 |

## Stagioni
- 2009-2010
- 2010-2011